# Hastingsi csata
A hastingsi csata az Anglia meghódítására indított normann hadjárat döntő ütközete volt. A Hastingstől 10 kilométerre északnyugatra található Senlac-dombon vívták Vilmos, Normandia hercege és II. Harold angol király csapatai 1066. október 14-én. Haroldnak a hagyomány szerint nyílvessző szúrta át a szemét, és bár tovább vezette seregét, végül megölték, és a csatát is elvesztette. Szórványos angol ellenállás az ütközet után is előfordult, mégis úgy tekintik, hogy Vilmos ezzel a csatával hódította meg Angliát.
A világhírű bayeux-i kárpit, amelyet Vilmos testvére, Odo bayeux-i püspök készíttetett, a csata előtti eseményeket és a csatát ábrázolja a normannok szemszögéből.

## Előzményei
Az 1042-től uralkodó Hitvalló Eduárd angol királynak nem volt gyermeke. Elődje féltestvére, II. Hardeknut volt, akinek az apja, Nagy Knut legyőzte Eduárd apját, Ethelredet és feleségül vette Eduárd anyját. Eduárd fiatalkorának java részét Normandiában töltötte száműzetésben, és hazatérése után is megtartotta normann kapcsolatait.
Eduárd gyenge király volt, a valóságban Godwin wessexi gróf kormányozta az országot. Eduárd nem érezte magát biztonságban saját udvarában sem, ezért normann urakkal és testőrséggel vette körül magát. Godwin halála után fia, Harold lett a wessexi gróf és örökölte apja hatalmát. 1064-ben Harold francia földön Vilmos herceg fogságába esett, és szabadulása fejében megígérte, hogy támogatja Vilmos igényét az angol trónra. Hazatérve azonban azt mondta, hogy az ígéret érvénytelen, mivel kényszerrel csikarták ki belőle.
Eduárd halálos ágyán Haroldot jelölte meg utódjaként, és a döntést az államtanács is elfogadta; Vilmos azonban azt állította, hogy Eduárd még korábban őt tette meg örökösének. Ez az állítás nem bizonyított, de nem is lehetetlen. Vilmos egyrészt megnyerte magának II. Sándor pápa támogatását, másrészt Harold vikingek közé száműzött testvérét, Tostigót rávette, hogy támadja meg Angliát.
Harold délen mozgósította seregét, hajói a Wight-sziget mellett állomásoztak, várva Vilmos átkelését. Szeptemberben Harold úgy gondolta, hogy abban az évben a normannok már nem támadnak, ezért hazarendelte a hajókat. Közben egy York környéki északi viking betörés miatt a szász fősereggel északra kellett vonulnia. Itt a Stamford Bridge-i csatában végül győzelmet aratott, de Yorkban meglepetésként érte a hír, hogy Vilmos és harcosai partra szálltak Angliában, ezért Harold (a korábbi csatától már eleve fáradt) seregét erőltetett menetben, pihenést nem engedélyezve elindította Sussexbe, ahol Vilmos serege állomásozott. A normannok hírét vették az angol sereg közeledésének és eléjük indultak északra, ami váratlanul érte Haroldot.

## Lefolyása
A csata leírása Guillaume de Jumièges művében maradt fenn. 

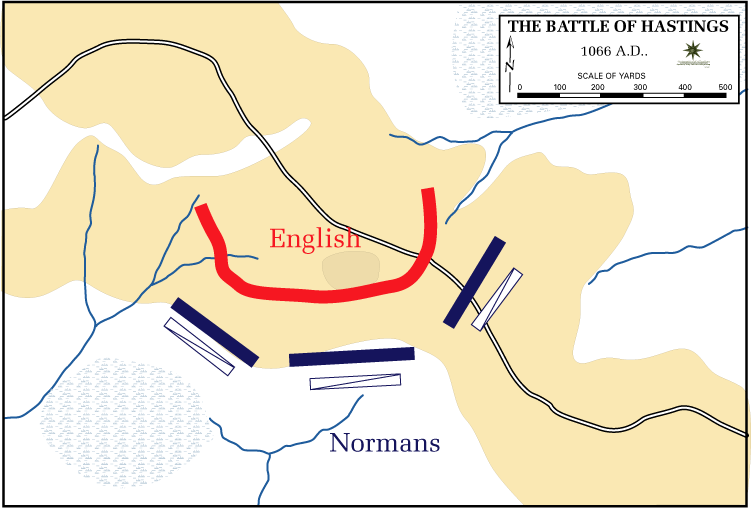
A csatarend

Vilmos taktikája az volt, hogy az íjászok először meggyengítik nyilaikkal az ellenséget, majd a gyalogságot küldi előre, végül pedig a lovassággal tör át az angol erőkön. A taktika nem érte el a várt hatást. A több hullámban kilőtt normann nyilakat az angolok pajzsa felfogta, így a támadásnak csak nagyon csekély hatása volt. Vilmos abban bízott, hogy meggyengítette az angolokat, ezért elrendelte a gyalogsági támadást. Ahogy a normannok törtek felfelé a dombon, az angolok köveket, lándzsákat, buzogányokat hajítottak feléjük, ami nagy veszteségeket okozott, és megtörte a normannok sorait.
Ahogy a gyalogság elérte az angol vonalakat, kegyetlen közelharc kezdődött. Mivel az angolok a vártnál erősebbek voltak, Vilmosnak a tervezettnél jóval hamarabb kellett bevetnie a lovasokat. A gondos kiképzés ellenére a lovak a csatazajtól megijedtek és menekülni kezdtek. Egy óra harc után a breton hadosztály Vilmos seregének bal szárnyán elakadt, teljesen felmorzsolódott és lemenekült a dombról. Sok angol tört a normann sorokba, köztük több száz népfelkelő és a Harold testvérek, Leofwyne és Gyrthe. Ezt zavaros harcok követték, amelyekben megölték Vilmos lovát, ő pedig a földre zuhant. Látszólagos halálától a normannok pánikba estek, és menekülni kezdtek. Vilmos levette sisakját, hogy katonái lássák, él, és összeszedte seregét.
Vilmos a lovasság egy részével sikeres ellentámadást indított az őket üldöző angolok ellen, akiket már nem védett pajzs. Sok népfelkelőt levágtak. Sokan nem vették észre az ellentámadást mindaddig, amíg az már túl késő volt. Bár sokaknak sikerül visszaérniük a dombra a testőrség nyújtotta biztonságba, mások, köztük a Harold testvérek nem voltak ilyen szerencsések. A normann hadsereg ekkor két részre oszlott. Az erős kohézió nélküli angolok egyesével könnyű célponttá váltak. Vilmos a seregét ismét az erős angol pozíciók ellen indította.
Az első vonalat a pajzzsal felszerelt nagyszámú angol népfelkelő alkotta. Vilmos, felismerve, hogy a nyilak nem ütik át a pajzsokat, arra utasította íjászait, meredek ívben lőjenek át az első vonal felett, így tizedelve meg a hátrébb állókat. A legenda szerint ekkor találta szemen Haroldot egy nyílvessző, ahogy az a bayeux-i falikárpiton is látható. Sok angol ekkorra már elfáradt és elvesztette fegyelmét. Vilmos serege ismét támadásba lendült, és sikerült rést ütnie a pajzsfalon. Egy maroknyi lovassal áttörte a falat, és lecsapott az angol királyra. A vezér nélkül maradt népfelkelők elmenekültek a harcmezőről. A testőrség tartotta a királynak tett hűségesküjét, és haláláig bátran harcolt.
A holttesteket elvitték a csatamezőről, és Vilmos a sátrában ünnepi vacsorát rendezett. Angol oldalról mintegy 5000 főre, normann oldalról 3000 főre teszik a csata halálos áldozatainak számát.

## Feldolgozások

### Filmek
- 1066: The Battle for Middle Earth (angol)
- 1066 - Királyok háborúja

### Rekonstruált csata
- Snow, Dan. The Battle of Hastings Re-enacted. Angol nyelvű rövid dokumentumfilm az Angol Örökségi Programban

## Történelmi források
- A Bayeux-i faliszőnyeg. Varga Vanda Éva (szerk.) Documenta Historica 18. Szeged, JATE Történész Diákkör, 1994.
- A Bayeux-i faliszőnyeg. Jójárt Júlia – Varga Vanda Éva (szerk.), Második, átdolgozott kiadás. Documenta Historica 34. Szeged, JATE Történész Diákkör, 1998.

## Szakirodalom
- Bárány Attila - Britek, angolszászok vikingek. ATTRAKTOR KIADÓ. Gödöllő, 2008. ISBN 978-963-9857-02-5
- Szántó György Tibor. Anglia története. Maecenas Könyvkiadó (1992). ISBN 963-7425-53-5
- Székely György: VII. Gergely. Életek és korok. Akadémiai Kiadó. Budapest, 1984. ISBN 963-05-3634-X
- Howarth, David. 1066: The Year of the Conquest. Penguin. ISBN 0141391057
- Douglas, Daniel C. (1964). „William the Conqueror”, Kiadó: University of California Press.
- Gravett, Christopher, Hastings 1066, The Fall of Saxon England; Osprey Campaign Series #13, Osprey Publishing, 1992
- Morton, Catherine and Muntz, Hope (eds). The Carmen de Hastingae Proelio of Guy Bishop of Amiens, Oxford at the Clarendon Press 1972.

## Fordítás
- Ez a szócikk részben vagy egészben  a   Battle of Hastings című angol Wikipédia-szócikk fordításán alapul.  Az eredeti cikk szerkesztőit annak laptörténete sorolja fel. Ez a jelzés csupán a megfogalmazás eredetét és a szerzői jogokat jelzi, nem szolgál a cikkben szereplő információk forrásmegjelöléseként.